# Gerswalde
Gerswalde är en kommun och ort i östra Tyskland, belägen i Landkreis Uckermark i förbundslandet Brandenburg, mellan städerna Prenzlau och Templin. Kommunen (Gemeinde Gerswalde) bildades årsskiftet 2001/2002 genom sammanslagning med fyra tidigare kommuner.
Gerswalde har även givit namn åt det regionala kommunalförbundet Amt Gerswalde, där orten utgör administrativ huvudort för sammanlagt fem kommuner i området.